# Raul Moreau
Raul Moreau Neto, mais conhecido como Raul Moreau (Estância Velha, 12 de novembro de 1943 – Porto Alegre, 6 de outubro de 2016), foi um radialista, publicitário e escritor brasileiro.

## Biografia
Descendente paterno de franceses, começou a trabalhar em rádio em 1962, como redator do departamento de esportes da Rádio Gaúcha de Porto Alegre. Depois de alguns anos afastado, voltou à mesma rádio em 1978, como plantão esportivo, locutor e apresentador de programas como Pré-jornada, Protesto e A quarta dimensão do sucesso. Em 1982 passou para a Rádio Guaíba, onde produziu e apresentou durante anos o Manhã de domingo, além do Preliminar. Nos anos 1990, na Rádio Pampa, criou o Programa Raul Moreau.
Na televisão, produziu para a TV Gaúcha os programas A mais bela voz do Rio Grande (1968) e Cidades frente a frente (1969). Na década de 1990, trabalhando na Rede Pampa de Comunicação, apresentou na TV Pampa os programas Pampa boa noite e Pampa debates. Mais tarde, no Canal 20, produziu e apresentou o Debates com Raul Moreau e o Porto Capital. Mais recentemente, na TV Assembleia Gaúcha, esteve à frente dos programas Democracia e Rio Grande de todos nós.
Desde os anos 1970 foi também publicitário de destaque, trabalhando nas áreas de criação, atendimento e planejamento, a princípio na MPM Propaganda e mais tarde em sua própria agência, a Raul Moreau Propaganda. Foi Presidente da Associação Rio-Grandense de Propaganda (1975-1976), e em seu mandato presidiu o 1º Congresso Gaúcho de Propaganda (1975). Em 1977 foi um dos fundadores do Sindicato das Agências de Propaganda do Rio Grande do Sul - SINAPRO. A partir dos anos 1980 trabalhou com marketing político, em várias campanhas no Rio Grande do Sul.
A partir de 2002, passou a escrever a página Portal Mix, que circulava encartada em vários jornais do Rio Grande do Sul. As crônicas de Raul Moreau para o Portal Mix compuseram 4 livros, publicados entre 2007 e 2011.
Era membro da Academia Rio-Grandense de Letras, titular da cadeira número 8, cujo patrono é José Teodoro de Sousa Lobo.
Desde 2013 residia em Viamão. Morreu em 6 de outubro de 2016, aos 72 anos, no Hospital São Lucas da PUC, em Porto Alegre, em consequência de uma crise decorrente de diabetes.

## Livros publicados[8]
- 2011: "No ritmo em que o vento assovia" (crônicas), ed. Portal Mix
- 2010: "Encontro marcado" (crônicas), ed. Portal Mix
- 2009: "A raposa e o automóvel" (crônicas), ed. AGE
- 2007: "A lógica do absurdo" (crônicas), ed. AGE
- 2006: "Tabeliães e tabelionatos do Rio Grande do Sul" (histórico), ed. Pallotti
- 1990: "Canção da esperança" (crônicas em forma de poesia), ed. FEPLAM
- 1989: "O livro do couro" (histórico), ed. Pallotti